# Dysdera mucronata
Dysdera mucronata là một loài nhện trong họ Dysderidae.
Loài này thuộc chi Dysdera. Dysdera mucronata được Eugène Simon miêu tả năm 1910.